# Eleocharis maidenii
Eleocharis maidenii är en halvgräsart som beskrevs av Georg Kükenthal. Eleocharis maidenii ingår i släktet småsäv, och familjen halvgräs. Inga underarter finns listade i Catalogue of Life.